# Philipp Graf (Maler)

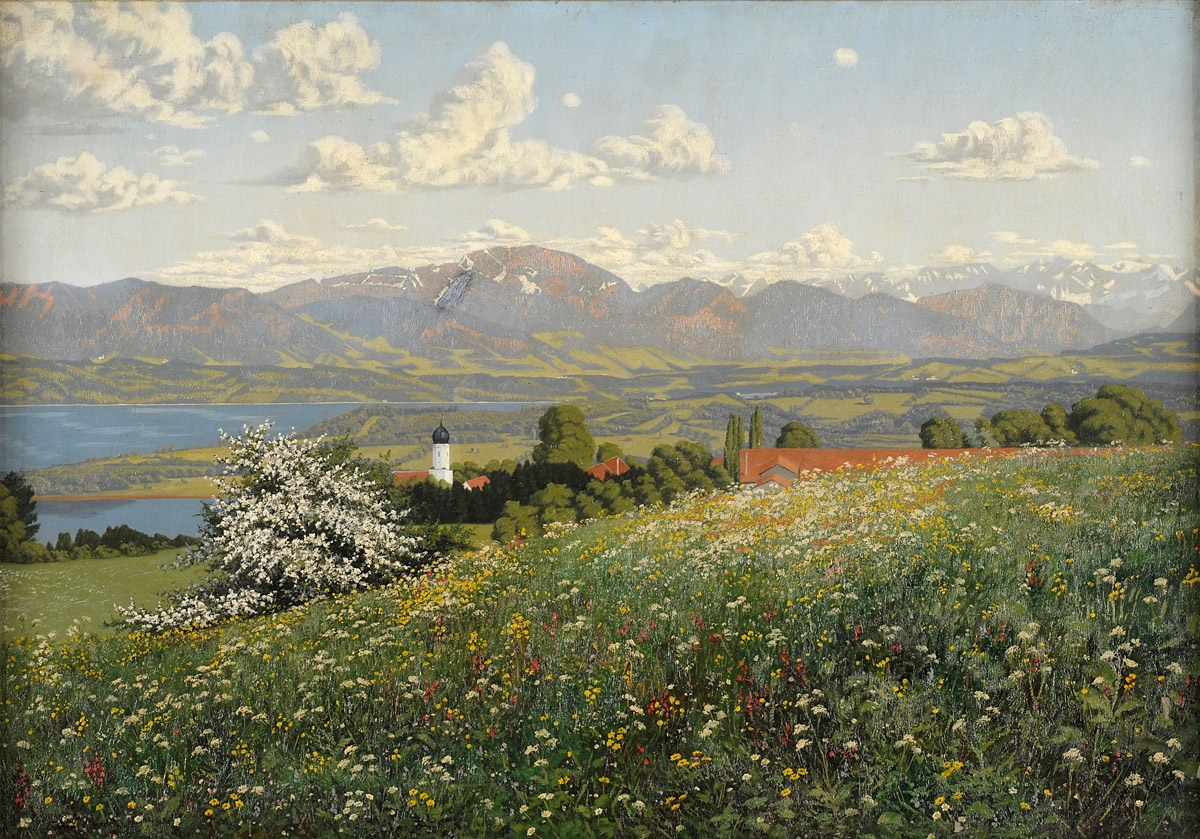
Philipp Graf: Chiemseelandschaft

Anton Philipp Graf (* 23. September 1874 in Würzburg; † 26. März 1947 in Prien am Chiemsee) war ein deutscher Maler.

## Wirken
Graf studierte nach seiner Ausbildung an der Zeichenschule des Polytechnischen Zentralvereins in Würzburg ab 1894 bei Gustav Rienäcker und Fritz Müller-Landeck an der Akademie der Bildenden Künste München. Er malte insbesondere Landschaftsmotive.
Graf war Mitglied des Reichsverbands Bildender Künstler Deutschlands und In der Zeit des Nationalsozialismus obligatorisch der Reichskammer der bildenden Künste. 1939, 1941 und 1942 war er auf den Ergänzungsausstellungen zur Großen Deutschen Kunstausstellung mit drei Landschaftsbildern vertreten.